# مارك هاو
مارك هاو (بالإنجليزية: Mark Howe)‏ هو لاعب هوكي الجليد أمريكي، ولد في 28 مايو 1955 في ديترويت في الولايات المتحدة.

## وصلات خارجية
- مارك هاو على موقع دوري الهوكي الوطني (الإنجليزية)
- مارك هاو على موقع EliteProspects.com (الإنجليزية)
- مارك هاو على موقع HockeyDB.com (الإنجليزية)
- مارك هاو على موقع Hockey-Reference.com (الإنجليزية)
- مارك هاو على موقع اللجنة الأولمبية الدولية (الإنجليزية)
- مارك هاو على موقع أوليمبيديا (الإنجليزية)